# Miriquidica griseoatra
Miriquidica griseoatra är en lavart som först beskrevs av Flot., och fick sitt nu gällande namn av Hertel & Rambold. Miriquidica griseoatra ingår i släktet Miriquidica och familjen Lecanoraceae.  Arten är reproducerande i Sverige. Inga underarter finns listade i Catalogue of Life.